# Río Ginel
El río Ginel es un corto río de la provincia de Zaragoza (Aragón, España), afluente del Ebro por su margen derecha.

## Geografía

### Nacimiento
Nace cerca de la ermita de María Magdalena (La Malena) en  Mediana de Aragón, riega Rodén y afluye al Ebro cuando pasa por Fuentes de Ebro, a unos 8 km de Mediana. Riega los campos, la mayoría de alfaces (alfalfa), de Mediana, Rodén y Fuentes de Ebro.
En la vega del río Ginel tuvo lugar el asentamiento ibérico de Los Castellazos, zona que según los investigadores fue de las primeras en las que se desarrolló la agricultura de regadío en el Valle del Ebro.

### Recorrido
Para ser un río que nace en la mitad de la Estepa de Belchite es bastante caudaloso, donde atraviesa el Valle de Ginel, pasando por Mediana, un poco más abajo por el norte de Rodén, donde varios pueblos iberos se asentaron y al final llega a Fuentes, donde desemboca en el Ebro, todo ese pequeño recorrido son unos 8km más o menos